# 臺灣電玩雜誌列表
臺灣電玩雜誌列表，主要整理列出在臺灣所發行出版之電玩雜誌以及其最新出版進度。

## 華泰書局
- 華泰任天堂秘笈 ※台灣最初的電玩雜誌
  - 由第5期, 開始 5 - 28期(雙週刊),1987.1 - 1987.7.4, 共24期
  - 接續更名為「電視遊樂快訊」，由電視遊樂雜誌社編輯、尖端出版出版、農學社經銷。

## 尖端出版社
- 家用主機類：
  - 電視遊樂雜誌(TV Game Magazine)→遊戲專家（GAME Fans）
    - 全部共 301 期（歷年新春增刊號未計入）
      - 試刊號(1987.07.05)與創刊號第1期(1987.07.20)刊名為『電視遊樂快訊』
      - 舊版 1987.07.20 - 1999.07.06 共 292 期[1]（雙週刊）
      - 新版 1999.08.05 - 2000.03.04 共 8 期[1]（月刊）

  - 電視遊樂情報
    - 『電視遊樂報導』的前身，為 1987.11 - 1988.8 共18期

  - 電視遊樂報導 (TV Game Report)→Super Gamer
    - 直至第13期止仍註有原電視遊樂情報之期數編號
    - 從110期起成為日本ASCIIFamicom通訊授權中文版[2]
    - 自1999.08.09易名為『Super Gamer流行電玩週刊』新期數與總期數並行使用
    - 1988.08.25 - 2001.01.12 共 342 期 [1]（雙週刊），但實質上的最終期則為翌週2001.01.19發行的『2001年特輯 SG增刊號』 ※台灣最長壽的電玩遊戲雜誌

  - 遊戲天堂→遊戲天堂EX
  - 電玩攻略月刊→攻略快報
  - 勝利小子
    - 1993.3.10~1997.8.20 含增刊2冊, 特別號1冊,共 57 期
- 電腦類：
  - Super Gamer 玩家快訊(Game Player) - 1995.12 更名 超級玩家(Super Gamer)
    - 1995.1 - 2001.1 共 73 期（月刊）

  - 數位遊戲王

## 星際遊樂雜誌社[註 1]
事業本體為台灣電玩批發商新文行；曾製作過台灣電視史上最初的電玩節目《電玩天地》於有線電視頻道播放
- 星際遊樂雜誌(Astro TV Games Magazine) 
  - 1988.6 (創刊) - 1995.8 (推測)
- 城市少年(City Boy) 
  - 星際遊樂雜誌相關副刊，起初為免費贈閱，而後改為收費
    - 舊版 1990.12(勇者之家館藏本刊創刊號1990.12) - 1993.6 共24期
    - 新版 1993.8 - ??

## 青文出版社
- 電擊系列

- 電擊王→Dengeki GAMES
- 電擊PlayStation
- 電擊SegaSaturn→電擊Dreamcast

- 電玩通系列

- 電玩通

- 2004.3.12 - 2014.2.6 共 469 期 ※台灣最後的電玩遊戲雜誌
- 初期為雙週發行，自2004.9.3第14期起即改為每週發行

- 電玩通PS2 (電玩通 PLAYSTATION 2 | ファミ通PS2 ) (FAMITSU PS2 TAIWAN) → 電玩通PSP+PS3

- 2008.7 更名為 電玩通PSP+PS3 (ファミ通PSP+PS3)
- 2002.12 - 2010.4（雙週刊）共 202 期

## 東立出版社
- 新世紀 HYPER PlayStation

## 城邦集團
原「電腦玩家雜誌社」→「電腦玩家文化」（併入城邦集團）
- 電腦玩家(Amazing Computer Entertainment) (rename lately PC Gamer) 1991.8 - 2009.7 共 216 期, 最後一本台灣單機遊戲雜誌

## 精訊資訊
- 精訊電腦  1986.10 - 1988.12 共 27 期, ※台灣最初的電腦遊戲雜誌.

## 智冠科技
- 軟體世界 (Soft World Magazine Monthly) 1989.3.8(試刊號) 1989.4.8(創刊號) - 2006.1(第 200 期，2005 紀念號)，其中第 70+71 期為合併號，後又發行 2006 夏季號，全部計入共 201 期[3]
- 電腦遊戲世界→遊戲世界 (Computer Gaming World) 1991.8（中文版由85期開始）- 1998.2(更名為遊戲世界) - 2004.9（與軟體世界雜誌合併）共 158 期
- 電玩宅速配

## 第三波資訊
原「第三波文化事業」→「第三波資訊」
- 新遊戲時代雜誌→新遊戲時代雙週 (Style Game Magazine) 1993.7 - 2013.10 共132期 (參考資料 國家圖書館 出版指南)

## 大宇資訊
- 軟體之星 (Softstar Magazine)（贈閱雜誌） 1989.10 創刊(不定期) (參考資料 國家圖書館 出版指南)

## 協和國際多媒體
- 次世代遊戲情報 1998.8 - 2002.9 共56期, 1-14期為半月刊, 15期改為月刊

## 銘顯文化
- 電玩e世代 2002.6.20~2005.1.10 共 119期 + 3特輯
- 試刊號1~3, 創刊號,2~116 + 3本特輯 (2000~2004 TGS SHOW GIRL 特輯、2004年末PLAY TIME 玩樂特輯、2005正月和風浪漫特輯)
- 勇者之家電子遊戲圖書館館藏全套收錄

## 龍勇實業
- 電玩時代週刊

## 疾風快報雜誌社
- 疾風快報→攻略快報
- 飛訊電玩周刊

## 電玩族雜誌社
- 電玩族

## 電遊出版
- 電遊通訊
- 電玩向前走

## 數位原力
- 舊遊戲時代